# CAリーベル・プレート (ウルグアイ)
クラブ・アトレティコ・リーベル・プレート（スペイン語: Club Atlético River Plate）は、ウルグアイの首都モンテビデオを本拠地とするサッカークラブ。

## 歴史
1932年にCAカプーロ (Club Atlético Capurro、1914年創設) とオリンピアFC (Olimpia Football Club、1922年創設) が合併して創設された。旧市街地を拠点としていたアマチュアリーグ時代の強豪リーベル・プレートFCに敬意を表して、クラブ名は同じものが採用された。
カプーロはリーベル・プレートFCのような赤と白のストライプのシャツを着ており、赤い翼の異名を持ったオリンピアは胸に赤い翼のマークがついた白いシャツを着ていた。また、当初リーベル・プレートFCは黒地に白のショーツがユニフォームであったが、1904年の内戦で白と赤のパルチザンカラーを身にまとった戦没者に敬意を表して、現在の赤と白のシャツに変更した歴史がある。これらを踏襲し現在のエンブレムやユニフォームとなった。
同年にプリメーラ・ディビシオンがプロリーグ化されるも、リーベルの最初のゴールキーパーを務めたフェデリコ・オマール・サロルディが、リーグ開幕直後のセントラル戦でのアクシデントによって不運にも試合から数日後にこの世を去った。それまでオリンピアパークという名称であったホームスタジアムは彼への追悼の意を込めて現在まで彼の名がつけられている
40年代には1年だけ降格したが、翌年には優勝してトップリーグに復帰し旧市街の通りは再び祝賀ムードに包まれた。50年代は、再び降格となるような低迷した時代の始まりであったが、1967年の優勝によってトップリーグに返り咲いた。
国内リーグでの最高位は1992年シーズンの2位である。
2009年に参加したコパ・スダメリカーナではクラブ歴代最高順位のベスト4進出を果たし、その後2010年、2013年、2014年と立て続けに国際大会に参加した。
2011年4月、クラブに大きな功績を残すことになるキジェルモ・アルマダが監督に就任すると、就任から1年も経たずしてトルネオ・プレパラシオンとコロニア県選抜チームとのコパ・インテグラシオンの2つのタイトルを獲得した。

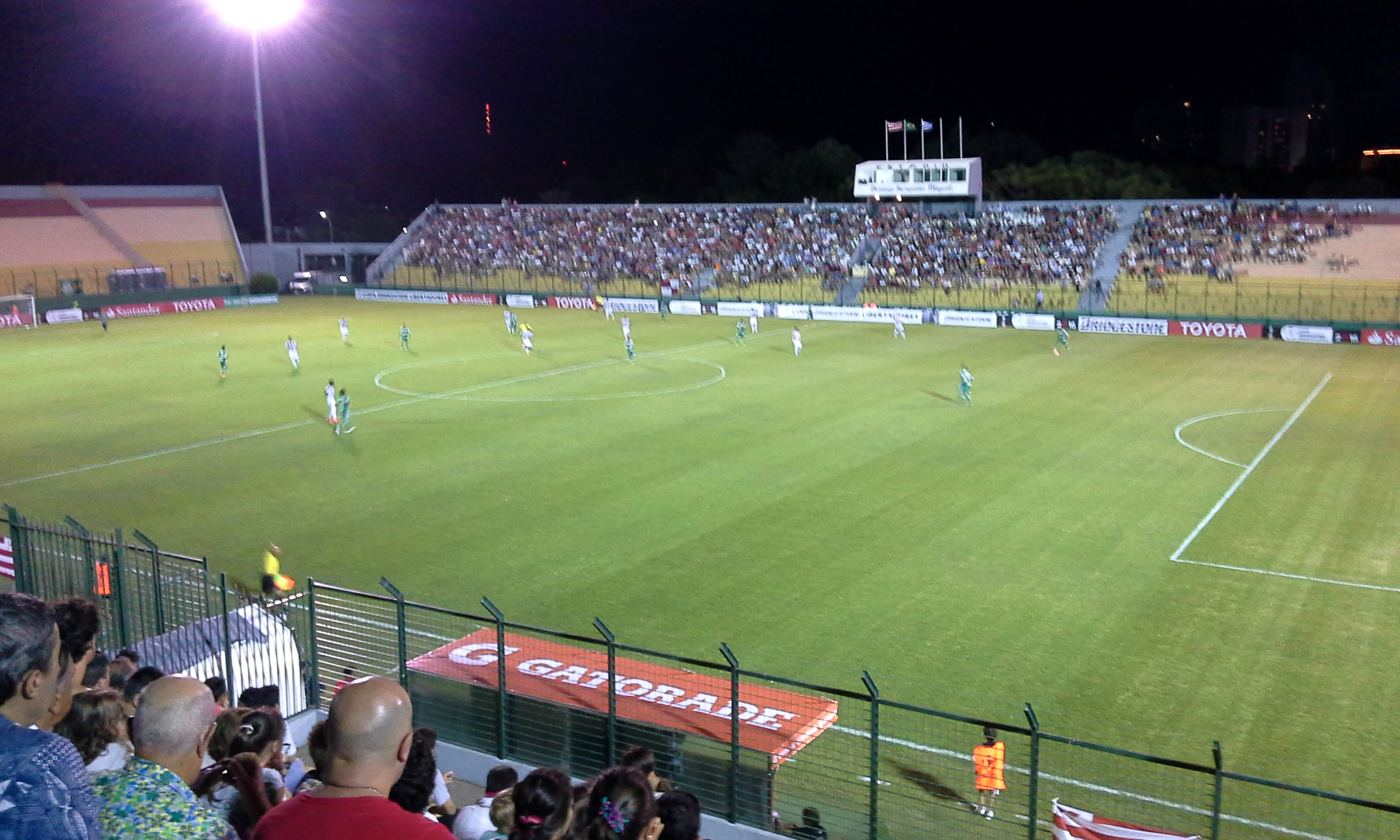
コパ・リベルタドーレス2016・SEパルメイラス戦の様子

2016年には、予選でウニベルシダ・デ・チレを破ってクラブ初のコパ・リベルタドーレス出場を果たした。

## タイトル

### 国内タイトル
- セグンダ・ディビシオン（1903-）：6回
  - 1943, 1967, 1978, 1984, 1991, 2004
- トルネオ・プレパラシオン（スペイン語版） : 1回
  - 2012
- コパ・インテグラシオン : 1回
  - 2012

## 現所属メンバー
2024年9月16日現在
注：選手の国籍表記はFIFAの定めた代表資格ルールに基づく。
| No. | Pos. |              | 選手名                             |
| --- | ---- | ------------ | ---------------------------------- |
| 1   | GK   | ウルグアイ   | ニコラ・ペレス                     |
| 2   | DF   | ウルグアイ   | ファクンド・ペレス                 |
| 3   | DF   | ウルグアイ   | ノルマン・ロドリゲス               |
| 4   | DF   | ウルグアイ   | オラシオ・サラベリー               |
| 5   | MF   | ウルグアイ   | ファクンド・オスピタレチェ         |
| 6   | DF   | アルゼンチン | ラミロ・フェルナンデス             |
| 7   | FW   | ウルグアイ   | ホアキン・ラベガ                   |
| 8   | MF   | ウルグアイ   | ラミロ・クリストバル               |
| 9   | FW   | ウルグアイ   | ティツィアーノ・コレア             |
| 10  | FW   | ウルグアイ   | アグスティン・ベラ                 |
| 11  | FW   | ウルグアイ   | フアン・クルス・デ・ロス・サントス |
| 12  | GK   | ウルグアイ   | ホセ・アルビオ                     |
| 13  | DF   | ウルグアイ   | クリスティアン・アルメイダ         |
| 14  | FW   | ウルグアイ   | マルコス・カマルダ                 |
| 15  | MF   | ウルグアイ   | アウグスト・スカローネ             |

| No. | Pos. |            | 選手名                     |
| --- | ---- | ---------- | -------------------------- |
| 16  | FW   | ウルグアイ | ニコラス・カンポス         |
| 17  | MF   | ウルグアイ | バレンティン・アモローソ   |
| 18  | MF   | ウルグアイ | ヘルマン・バリオス         |
| 19  | FW   | ウルグアイ | ファウスティーノ・バローネ |
| 20  | FW   | ウルグアイ | サンティアゴ・ディアス     |
| 22  | MF   | ウルグアイ | マティアス・アルフォンソ   |
| 23  | DF   | ウルグアイ | ニコラス・オリベーラ       |
| 24  | FW   | ウルグアイ | ディエゴ・カストリージョ   |
| 25  | GK   | ウルグアイ | ファブリシオ・コレア       |
| 27  | MF   | パラグアイ | フリオ・バエス             |
| 30  | DF   | ウルグアイ | ファクンド・ゴンサレス     |
| 33  | DF   | ウルグアイ | サンティアゴ・コルボ       |
| 37  | FW   | ウルグアイ | フアン・キンタナ           |
| 38  | DF   | ウルグアイ | ニコラス・ドス・サントス   |
| 39  | FW   | ウルグアイ | ホアキン・セバージョス     |

## 歴代監督
- マルティン・ラサルテ 2003-2004
- パブロ・ベンゴエチェア & オスカル・アギーレガライ 2005-2006
- フアン・ラモン・カラスコ 2006-2010
- エドゥアルド・デル・カペジャン 2010
- カルロス・マリア・モラレス (2010-2011)
- ギジェルモ・アルマダ (2011-2015)
- フアン・ラモン・カラスコ (2015-2016)
- パブロ・ティスコルニア (2016)
- フリオ・アベリーノ・コメサーニャ (2016-2017)
- パブロ・ティスコルニア (2017-2018)
- ホルヘ・ジョルダーノ (2018-2019)
- ホルヘ・フォサッティ (2019-2021)

## 歴代会長
- 1932-1938 - Adrien Barrere
- 1939 - Eduardo Lavaggi
- 1940 - アメリコ・E. ヒル
- 1941-1942 - アルベルト・マルティネス・オリバ
- 1943 - Adrien Barrere
- 1944 - トマス・M. ドミンゲス
- 1945-1948 - Lorenzo Batlle Berres
- 1949-1955 - トマス・M. ドミンゲス
- 1956 - ワルテル・アルバラード
- 1957-1958 - ホセ・ロレンソ・ゴエナガ
- 1959-1960 - ルイス・A. フィゴーリ
- 1961 - ルイス・A. フィゴーリ - カルロス・H. マエソ
- 1962-1981 - エドゥアルド・カストロ・キンテーラ
- 1982 - Adrián Barrere Brett
- 1983-1986 - ラウール・インサウラルデ
- 1987-1989 - アルベルト・A. フィゴーリ
- 1990-1994 - ラウール・インサウラルデ
- 1995-1996 - カルロス・モリナーリ
- 1997-1998 - アルバロ・シルバ
- 1999-2000 - ラウール・インサウラルデ
- 2001-2004 - エルネスト・マッテオ
- 2005-2010 - Juan José Tudurí[4]
- 2011-2012 - Miguel Grisoglio
- 2013-2014 - アルバロ・シルバ
- 2015-2016 - レンソ・ガット
- 2017-2022 - Willie Tucci
- 2023-2024 - ファビアン・モッタ[5]
- 2025-現在 - ホルヘ・シブレイロ[6]